# When a Man Falls in Love
When a Man Falls in Love (coréen : 남자가 사랑할 때, romanisé : Namjaga saranghal ddae) est une série télévisée sud-coréenne diffusée en 2013 sur MBC. Elle met en vedette Song Seung-heon, Shin Se-kyung, Chae Jung-an et Yeon Woo-jin,,.

## Acteurs et personnages

### Acteurs principaux
- Song Seung-heon : Han Tae-sang
- Shin Se-kyung : Seo Mi-do
- Chae Jung-an : Baek Seung-joo
- Yeon Woo-jin : Lee Jae-hee
  - Yoon Chan-young : Lee Jae-hee, jeune

### Acteurs secondaires
- JB : Seo Mi-joon
- Jinyoung : Ddol-yi
- Kang Shin-il : Seo Kyung-wook
- Oh Young-shil : Choi Seon-ae
- Lee Chang-hoon : Gu Yong-gab
- Kim Sung-oh : Lee Chang-hee
- Jo Jae-ryong : Yoon Dong-gu
- Jung Young-sook : Yoon Hong-ja
- Park Min-ji : Eun-ae
- Lee Min-ji : Jin Song-yeon
- Lee Sung-min : patron de Tae-sang (apparition)

## Diffusion internationale
- MBC
- TVB Drama 1
- ABS-CBN

### Sources
- (en) Cet article est partiellement ou en totalité issu de l’article de Wikipédia en anglais intitulé « When a Man Falls in Love » (voir la liste des auteurs).